# Muszte Anna
Muszte Anna (Budapest, 1948. március 19. – 2025. április 18.) magyar színésznő.. Temetése Új Köztemető 2025. június 3. 47-1/0/0/98

## Életpályája
1972-ben végezte el a Színház- és Filmművészeti Főiskolát Ádám Ottó osztályában. Már főiskolás korában játszott a Madách Színházban, 1972-től a Bartók Gyermekszínházban, a Mikroszkóp Színpadon illetve a győri Kisfaludy Színházban szerepelt. Majd játszott a Vidám Színpadon és a Veszprémi Petőfi Színházban. 1976-tól a Pécsi Nemzeti Színház tagja volt. 1981-től egy évadot a nyíregyházi Móricz Zsigmond Színházban töltött, 1982 és 1984 között Debrecenben a Csokonai Színházban, majd a Magyar Színkör előadásain illetve 1987-től a Jurta Színházban játszott. Pályája elején naiva-, később főleg karakterszerepeket alakított. 1992 és 2007 között a Békés Megyei Jókai Színház tagja volt.

## Színpadi szerepei
- Móricz Zsigmond: Úri muri... Rozika
- William Shakespeare: Ahogy tetszik... Rosalinda
- Shakespeare: Tévedések vígjátéka... Kurtizán
- Shakespeare: Rómeó és Júlia... Dajka
- Niccolò Machiavelli: Mandragóra... Sostrata
- Molière: Amphitryon... Kleanthis
- Anton Pavlovics Csehov: Ványa bácsi... Marina
- Borisz Lvovics Vasziljev: Csendesek a hajnalok... Liza Bricskina
- Tennessee Williams: Tetovált Rózsa... Rózsa
- Williams: Az iguána éjszakája... Charlotte
- Friedrich Dürrenmatt: János király... Lady Faulconbridge
- Dürrenmatt: A fizikusok... Lina Rose
- Henrik Ibsen: Peer Gynt... Harmadik pásztolány
- Georges Feydeau: Ne mászkálj meztelenül!... Clarisse, Ventroux felesége
- Feydeau: A nagy szülés... Leonie, Toudoux felesége
- Feydeau: A női szabó... Madame Aigreville
- Robert Thomas: Nyolc nő... Madame Chanel
- Robert Thomas: A gyilkos köztünk van... Madame Chanel
- Robert Harling: Acélmagnóliák... Valery Boudreaux
- Michel Tremblay: Sógornők... Rhéaune Bibeau
- Peter Shaffer: Black comedy (Játék a sötétben)... Carol Melkett
- Richard Harris: Csupa balláb... Mrs. Raser
- Giulio Scarnacci – Renzo Tarabusi: Kaviár és lencse... Chiarelli d`Adda, nagyvilági hölgy
- Kálmán Imre: Csárdáskirálynő... Cecília
- Kálmán Imre: Cirkuszhercegnő... Carla Schlumberger
- Alay Jay Lerner – Frederick Loewe: My Fair Lady... Mrs. Eynsford Hill:
- Szirmai Albert – Bakonyi Károly: Rinaldo gróf... Zsófi, Kapronczay István felesége
- Vörösmarty Mihály: Csongor és Tünde... Ledér
- Csiky Gergely: Kaviár... Cilike, Poroszkay neje
- Gábor Andor: Dollárpapa... Gizi
- Herczeg Ferenc: Bizánc... Herma
- Füst Milán: Boldogtalanok... Özv. Húber Evermódné, a nyomdász anyja
- Molnár Ferenc: Doktor úr... Marosiné
- Heltai Jenő: Naftalin... Kabóczáné
- Darvas József: A térképen nem található... Tanárnő
- Karinthy Ferenc: Ősbemutató... Színésznő
- Páskándi Géza: Vendégség vagy Egy az Isten?... Mária, a püspök szolgálólánya
- Páskándi Géza: Átkozottak... Helén, komorna
- Nyirő József: Jézusfaragó ember... Inczéné
- Sütő András: Szuzai menyegző... Roxáné, királynő
- Tamási Áron: Ördögöló Józsiás... Idillo, első tündér, s majd Jázmina udvarhölgy
- Spiró György: Nyulak Margitja... Beáta
- Békés József: Várj egy órát... Zsuzsa
- Csurka István: Bohóc az egész család ... meg a postás is... Nagymama
- Urbán Gyula: Tündér Ilona... Tündér Ilona
- Mark Twain: Koldus és királyfi... Lady Jane és Nan
- Grimm fivérek: Csipkerózsika... Fauna, jó tündér
- Jevgenyij Lvovics Svarc: A király meztelen... Nevelőnő
- Joseph Kesselring: Arzén és levendula... Martha (vénlány); Elaine
- Békés Pál: Egy kis térzene... Hilda
- Sárospataky István: Táncpestis... Maud
- Kárpáthy Gyula: A perbefogott diák... Misi
- Jókai Mór: A gazdag szegények... Gagyuláné, kapu alatt áruló perecsütő nő
- Jókai Mór: A kőszívű ember fiai... Remigia nővér
- Hernádi Gyula: Bajcsy-Zsilinszky Endre... Anna; Zellmann Edit; Második lány
- Novotny Gergely: Vacsora... Olga
- John Arden: Gyöngyélet... Jamodáné
- Paul Foster – John Braden: Színezüst csehó... Fannie Porter, hitbuzgalmi aktivista
- Marin Držić: Dundo Maroje... Pera, Maro menyasszonya
- Mikola Zarudnij: Nem vagyunk kifestve... Sztella
- Gerhart Hauptmann: A patkányok... Paulina Piperkarcka, cselédlány
- Szente Béla – Gulyás Levente: Rigócsőr király... Zita (királyné)
- Várkonyi T. András – Balogh Bodor Attila: Szupermancs... Pancsi néni, Királyné
- Peter Karvas: Yo város honpolgárai, avagy királyságot egy gyilkosért... Margot Higham (a Felügyelő Tanács tagja)
- E. T. A. Hoffmann – Szomor György: Diótörő és egérkirály... Tanácsosné; Királynő

## Filmszerepei
- Végre, hétfő! (1971)
- Hangyaboly (1971)
- Szindbád (1971) – Virágárus lány
- Rózsa Sándor (1971) – Veszelka Juliska
- Névtelen csillag (1971) – Diáklány
- Csárdáskirálynő (1971)
- Hahó, a tenger! (1972) – Anya
- Jelbeszéd (1974) – Gitta
- Ámokfutás (1974) – Julika
- Mikrobi (1975) – Pille
- Különös mátkaság (1975)
- Tükörképek (1976) – István menyasszonya
- Magyarok (1978) – Kisné, Rozika
- Minden szerdán (1979) – János felesége
- Hosszú vágta (1983) – Parasztasszony
- Nyári keringő (1986)
- Eszmélet (1989)
- Nyírő József: Jézusfaragó ember (színházi felvétel, 1993)
- A Szindbád gyártásvezetője voltam (1999)